# Elveden
Elveden är en by och en civil parish i distriktet West Suffolk i Suffolk i England. Orten har 248 invånare. Den har en kyrka.